# Anita wordt opgenomen
Anita wordt opgenomen is een Nederlands televisieprogramma waarin Anita Witzier het leven bekijkt van cliënten en medewerkers in verschillende zorginstanties.

## Geschiedenis
Het programma wordt sinds 16 februari 2015 door de KRO/ KRO-NCRV op NPO 1 uitgezonden. Het eerste seizoen liep Witzier twee maanden mee in twee psychiatrische inrichtingen: de Meregaard in Almere en de Rembrandthof in Hilversum. In maart 2016 won het programma in de categorie 'beste reality' bij De TV-Beelden. Het programma kreeg dat jaar ook een tweede seizoen. Hierin ging Witzier naar een verslavingskliniek. Naast het leven in de kliniek bekeek ze ook het vervolgtraject van de oud-verslaafden. In 2017 begon seizoen 3: Witzier bezocht elke aflevering een ander ziekenhuis en onderzocht telkens een ander specialisme in een andere leeftijdsgroep. Het vierde seizoen speelde zich af in vrouwengevangenis Penitentiaire Inrichting Nieuwersluis.

## Afleveringen
| Afl.      | Kijkcijfers | Uitzenddatum      | Locatie                                                                                        |
| --------- | ----------- | ----------------- | ---------------------------------------------------------------------------------------------- |
| Seizoen 1 |             |                   |                                                                                                |
| 1         | 1.430.000   | 16 februari 2015  | De psychiatrische klinieken 'de Meregaard' in Almere en 'de Rembrandthof' in Hilversum.        |
| 2         | 1.148.000   | 23 februari 2015  | De psychiatrische klinieken 'de Meregaard' in Almere en 'de Rembrandthof' in Hilversum.        |
| 3         | 1.170.000   | 2 maart 2015      | De psychiatrische klinieken 'de Meregaard' in Almere en 'de Rembrandthof' in Hilversum.        |
| 4         | 899.000     | 9 maart 2015      | De psychiatrische klinieken 'de Meregaard' in Almere en 'de Rembrandthof' in Hilversum.        |
| 5         | 1.024.000   | 16 maart 2015     | De psychiatrische klinieken 'de Meregaard' in Almere en 'de Rembrandthof' in Hilversum.        |
| 6         | 1.038.000   | 23 maart 2015     | De psychiatrische klinieken 'de Meregaard' in Almere en 'de Rembrandthof' in Hilversum.        |
| Seizoen 2 |             |                   |                                                                                                |
| 1         | 962.000     | 3 oktober 2016    | Twee verslavingsklinieken van Novadic-Kentron, de Brabantse instelling voor verslavingszorg.   |
| 2         | 682.000     | 10 oktober 2016   | Twee verslavingsklinieken van Novadic-Kentron, de Brabantse instelling voor verslavingszorg.   |
| 3         | 700.000     | 17 oktober 2016   | Twee verslavingsklinieken van Novadic-Kentron, de Brabantse instelling voor verslavingszorg.   |
| 4         | 709.000     | 24 oktober 2016   | Twee verslavingsklinieken van Novadic-Kentron, de Brabantse instelling voor verslavingszorg.   |
| 5         | 883.000     | 31 oktober 2016   | Twee verslavingsklinieken van Novadic-Kentron, de Brabantse instelling voor verslavingszorg.   |
| 6         | 699.000     | 7 november 2016   | Twee verslavingsklinieken van Novadic-Kentron, de Brabantse instelling voor verslavingszorg.   |
| Seizoen 3 |             |                   |                                                                                                |
| 1         | 876.000     | 15 mei 2017       | De NICU, de Neonatale intensive care unit, van het Maxima Medisch Centrum in Veldhoven.        |
| 2         | 730.000     | 22 mei 2017       | Het Kinderhartcentrum van het Wilhelmina Kinderziekenhuis in Utrecht.                          |
| 3         | 841.000     | 29 mei 2017       | De afdeling Bariatrische chirurgie van het Franciscus Gasthuis in Rotterdam.                   |
| 4         | 893.000     | 5 juni 2017       | Het Alexander Monro Borstkankerziekenhuis in Bilthoven.                                        |
| 5         | 961.000     | 12 juni 2017      | De longafdeling van het Universitair Medisch Centrum Groningen.                                |
| 6         | 743.000     | 19 juni 2017      | De afdeling geriatrie van het Albert Schweitzer Ziekenhuis in Dordrecht.                       |
| Seizoen 4 |             |                   |                                                                                                |
| 1         | 1.064.000   | 22 oktober 2018   | De Penitentiaire Inrichting Nieuwersluis, een vrouwengevangenis in de gemeente Stichtse Vecht. |
| 2         | 1.092.000   | 29 oktober 2018   | De Penitentiaire Inrichting Nieuwersluis, een vrouwengevangenis in de gemeente Stichtse Vecht. |
| 3         | 1.057.000   | 5 november 2018   | De Penitentiaire Inrichting Nieuwersluis, een vrouwengevangenis in de gemeente Stichtse Vecht. |
| 4         | 958.000     | 12 november 2018  | De Penitentiaire Inrichting Nieuwersluis, een vrouwengevangenis in de gemeente Stichtse Vecht. |
| 5         | 609.000     | 19 november 2018  | De Penitentiaire Inrichting Nieuwersluis, een vrouwengevangenis in de gemeente Stichtse Vecht. |
| 6         | 939.000     | 26 november 2018  | De Penitentiaire Inrichting Nieuwersluis, een vrouwengevangenis in de gemeente Stichtse Vecht. |
| Seizoen 5 |             |                   |                                                                                                |
| 1         | 871.000     | 6 september 2020  | Verzorgingstehuis in Deventer                                                                  |
| 2         | 928.000     | 13 september 2020 | Verzorgingstehuis in Amsterdam                                                                 |
| 3         | 726.000     | 20 september 2020 | Verzorgingstehuis in Dordrecht                                                                 |
| 4         | 736.000     | 27 september 2020 | Verzorgingstehuis in Putten                                                                    |
| 5         | 842.000     | 4 oktober 2020    | Verzorgingstehuis in Boxtel                                                                    |
| 6         | 907.000     | 11 oktober 2020   | Verzorgingstehuis in Arnhem                                                                    |